# Tarudant
Tarudant (arab. تارودانت, fr. Taroudant) – miasto w południowym Maroku, w dolinie Wadi Sus na wschód od Agadiru, ok. 73 tys. mieszkańców (stan na 2006 rok).

## Historia
W ciągu niemal całej swojej historii miasto odgrywało ważną rolę polityczną i handlową. Dogodne położenie w urodzajnej dolinie rzeki Sus sprawiało, że następujące kolejno po sobie marokańskie dynastie dążyły w pierwszej kolejności do jego opanowania. W pierwszej połowie XVI wieku Tarudant był ośrodkiem władzy Saadytów – ówczesną stolicą Maroka. Z tamtego okresu pochodzi wiele budynków medyny i mury obronne. Współczesne miasto jest ważnym ośrodkiem handlowym kraju. Działają tu także liczne garbarnie.

## Zabytki
W mieście zachował się zespół murów obronnych i bastionów, otaczających starą medynę. W obrębie medyny osobną, ufortyfikowaną częścią miasta jest kasba, będąca pierwotnie pałacem zimowym Saadytów. Na jej terenie zachowały się ruiny fortecy wzniesionej  przez alawickiego sułtana Mulaja Ismaila.
Oprócz zabytków do atrakcji turystycznych miasta zaliczają się także suki, na których kupić można między innymi tradycyjne arabskie dywany i biżuterię, wyrabiane w wioskach w Antyatlasie.